# Палуска, Ян
Ян Па́луска (чеш. Jan Paluska; род. 23 июня 2005) — чешский футболист, защитник клуба «Виктория».

## Клубная карьера
Палуска — воспитанник клуба «Виктория». 6 августа 2023 года в матче против «Баника» он дебютировал в Гамбринус лиге.